# Дифтамид
Дифтамид — некодируемая аминокислота, производное гистидина, обнаруживаемая исключительно в факторе элонгации эукариот eEF-2 и некоторых архей. Синтезируется в ходе посттрансляционной модификации и является мишенью для моно-АДФ-рибозилирования в процессе регуляции рибосомального синтеза белка.
Дифтамид обнаружен при исследовании механизма действия дифтерийного токсина, благодаря чему и получил название. Известно по крайней мере пять АДФ-рибозилирующих токсинов (коклюшный, холерный и дифтерийный токсины, LT-токсин кишечной палочки и экзотоксин А псевдомонад) имеют общий НАД-связывающий сайт, три из них (дифтерийный, холерный, экзотоксин А) являются дифтамид-зависимыми,.

## Биосинтез
Несмотря на то, что дифтамид известен в течение более чем двух десятилетий, детали начальных стадий его биосинтеза остаются неясными.
Первая стадия биосинтеза дифтамида — перенос 3-карбокси-3-аминопропильного остатка на гистидиновый остаток белковой цепи eEF-2. Донором остатка является S-аденозилметионин (SAM), при этом происходит нуклеофильная атака имидазольного фрагмента гистидина на активированный сульфониевым центром углерод SAM. В отличие от большинства подобных реакций с участием SAM, которые проходят как нуклеофильные атаки по углероду метильной группы и ведут к её переносу на нуклеофильный субстрат, при биосинтезе дифтамида происходит перенос не метильной группы, а 3-карбокси-3-аминопропильного остатка на углеродный атом в положении 2 имидазольного кольца гистидина с образованием 2-(3-карбокси-3-аминопропил)-L-гистидина.
На следующей стадии аминогруппа 3-аминопропильного фрагмента остатка 2-(3-карбокси-3-аминопропил)-L-гистидина подвергается исчерпывающему метилированию с образованием остатка дифнина (2-[3-карбокси-3-(триметиламмонио)пропил]-L-гистидина), эта реакция катализируется ферментом дифтин синтазой (КФ 2.1.1.98), в качестве донора метильной группы выступает S-аденозилметионин.
На последней стадии карбоксильная группа дифтина при взаимодействии с аммиаком, катализируемым дифтин-аммиак лигазой (КФ 6.3.1.14), превращается в амидную с образованием дифтамида